# Hylaeus angustifrons
Hylaeus angustifrons är en biart som beskrevs av Morawitz 1876. Hylaeus angustifrons ingår i släktet citronbin, och familjen korttungebin. Inga underarter finns listade i Catalogue of Life.